# Harold Lothrop Borden
Pour les articles homonymes, voir Borden.
Harold Lothrop Borden (23 mai 1876-16 juillet 1900) est un militaire canadien originaire de la Nouvelle-Écosse. Fils unique du ministre de la Milice et de la Défense, Frederick William Borden, et apparenté au futur premier ministre Robert Borden, Borden sert avec les Royal Canadian Dragoons et devient la victime canadienne la plus celèbre de la seconde guerre des Boers.
Après les hostilités, la reine Victoria demande à F. W. Borden une photographie de son fils et le premier ministre Wilfrid Laurier a loué ses services. Des hommages sont arrivés de tout le Canada. Un monument conçu par Hamilton MacCarthy est inauguré dans sa ville natale en son honneur.

## Biographie
Né à Canning en Nouvelle-Écosse, Borden étudie et est diplômé, en arts, de l'Université Mount Allison de Sackville au Nouveau-Brunswick. Il est inscrit à l'école médicale de l'Université McGill lorsqu'il s'enrôle pour la guerre.

## Carrière militaire
La carrière militaire de Borden débute en 1893 lorsqu'il entre dans les King's Canadian Hussars (en). En 1897, en tant que membre du contingent du jubilé de diamant de la reine Victoria, il reçoit la médaille du jubilé. En 1899, il est promu au rang de major et commande alors ce corps d'officiers. Au début de la seconde guerre des Boers, il est nommé lieutenant du 1er bataillon des Canadian Mounted Rifles (qui deviendra le Royal Canadian Dragoons (Special Service Force) peu après son décès) et affecté à l'escadron B en tant qu'officier, commandant la 4e troupe. Il est porté à l'attention du commandant en chef britannique, Frederick Roberts, pour avoir traversé à la nage à plusieurs reprises la rivière Vet (en) avec le lieutenant-général Richard Turner (en) près de Coetzee's Drift afin d'attirer le feu des soldats Boers situés sur la rive nord le 5 mai 1900,,.
Borden c'est également distingué lors la bataille de Faber's Put le 30 mai 1900. Cette bataille fut l'une des plus périlleuses pour les Forces canadiennes durant cette guerre avec 27 morts, 41 blessés et la perte d'un nombre considérable de chevaux. Le maréchal Lord Robert rapporte les actes héroïques du lieutenant Borden lors de sa traversé de la rivière Vet à la nage sous le feu ennemi ainsi que la capture de chariots ennemis lors de la bataille de Faber's Put (« Lieut. H. L. Borden, gallant conduct in swimming the Vet River under fire, 5 May, and in capturing some of the enemy’s wagons on 30 May »).
Le décès de Borden survient durant la bataille de Witpoort (en) alors qu'avec le lieutenant John Edgar Burch (en), il assiste les Royal Irish Fusiliers et plusieurs recrues néo-zélandaises lors d'un assaut des Boers sur la crête de Witpoort (en). Lord Roberts rapporte au ministère de la Guerre que Borden et Burch « ont été tués alors qu'ils menaient courageusement leurs hommes dans une contre-attaque sur le flanc de l'ennemi à un moment critique de leur assaut sur notre position ».

## Hommage
Les actes de Borden sont commémorés par plusieurs monuments et plaques dont une statue, œuvre du sculpteur Hamilton MacCarthy, dans sa ville natale de Canning. La base du South African War Memorial (en) devant l'Assemblée législative de la Nouvelle-Écosse à Halifax comporte un panneau commémorant la bataille de Witpoort. Une plaque en l'honneur de Borden se trouve au Strathcona Medical Building (aujourd'hui bâtiment du campus d'Anatomie et de Dentisterie) de l'Université McGill à Montréal.

## Galerie

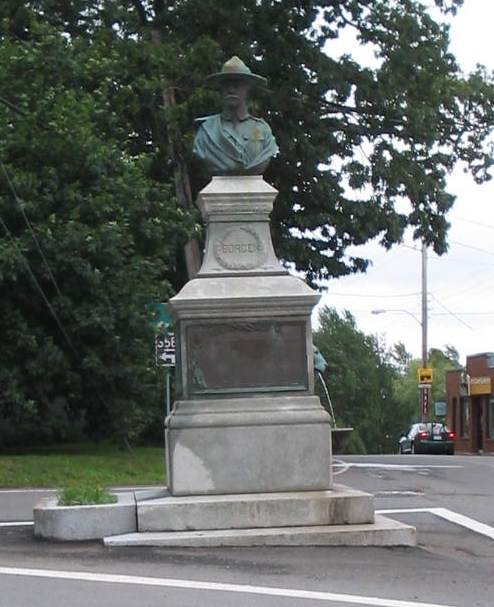
Monument Harold Borden de Canning, Nouvelle-Écosse
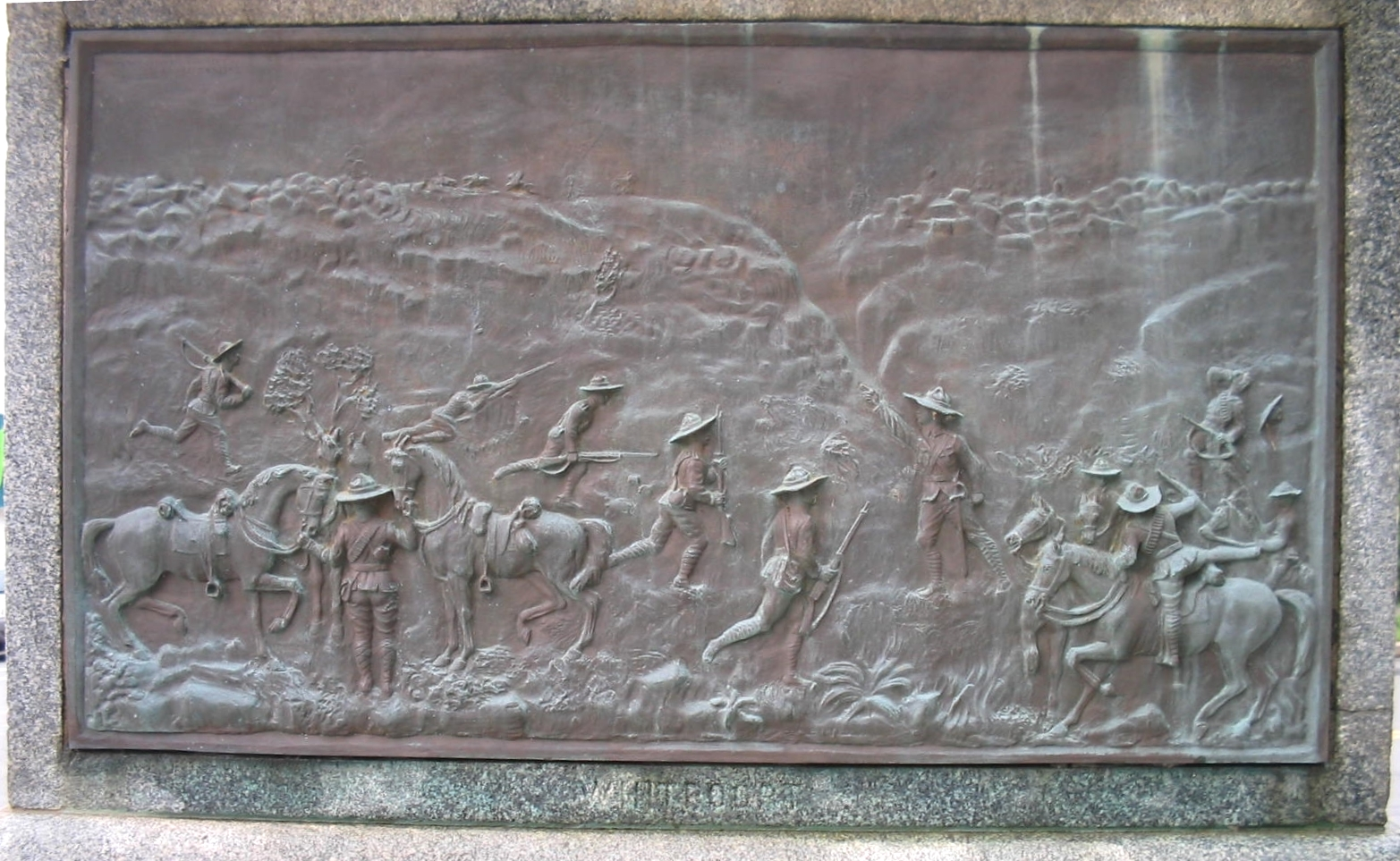
Bataille de Witport, Monument Harold Borden
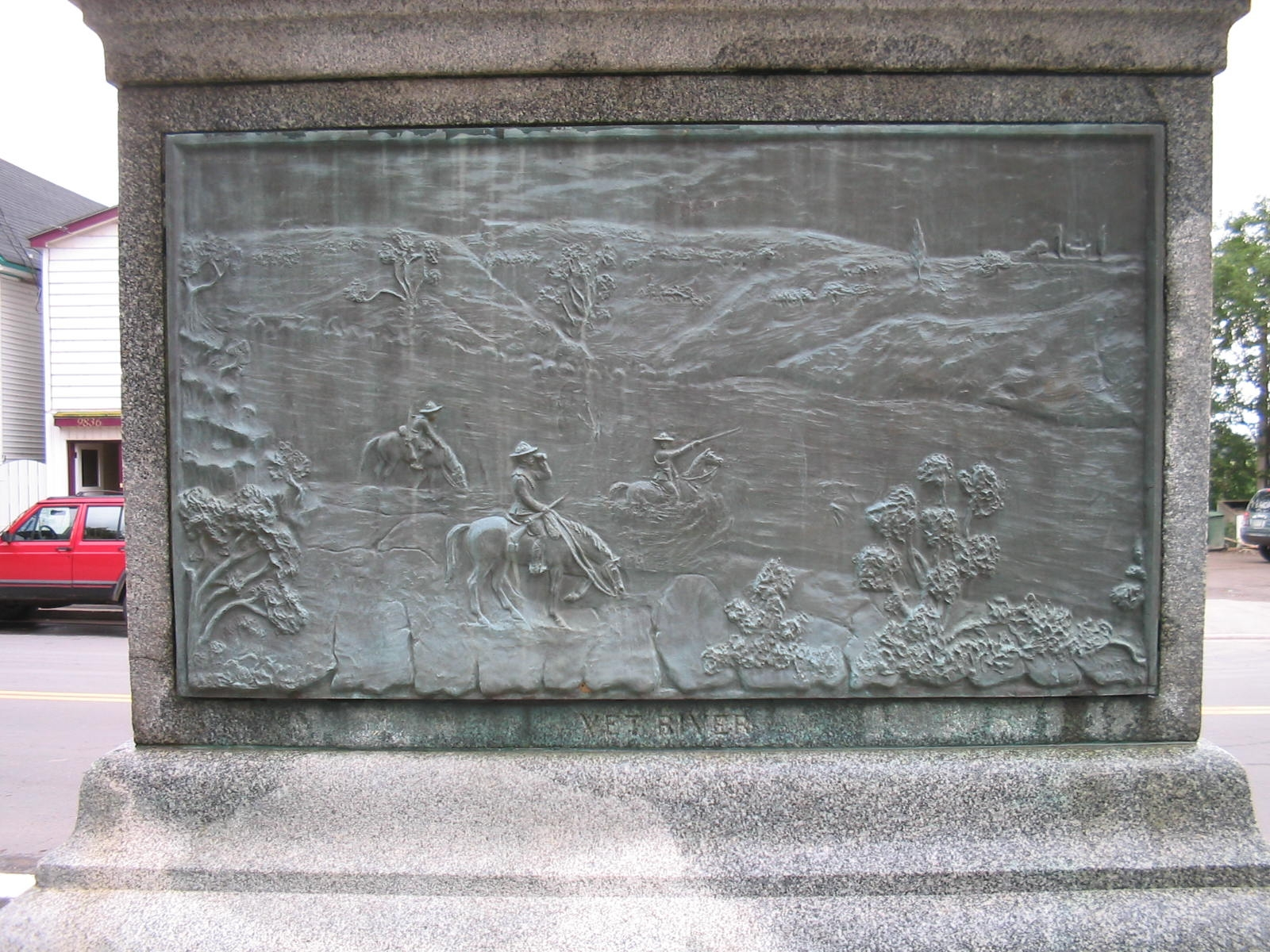
Bataille de Cortzee Drift (Rivière Vet), Monument Harold Borden
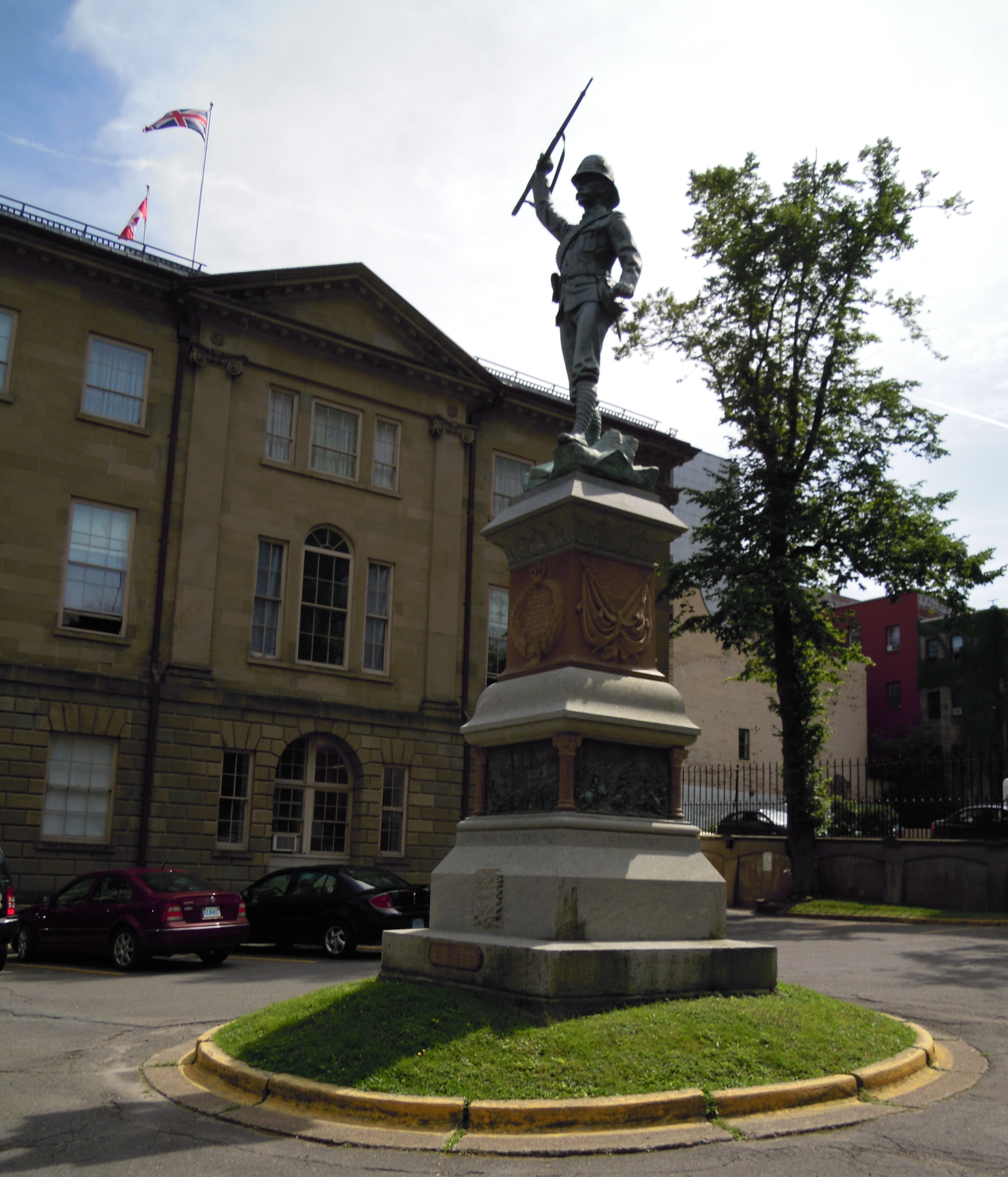
Monument de la Guerre en Afrique du Sud devant l'Assemblée législative de la Nouvelle-Écosse, Halifax
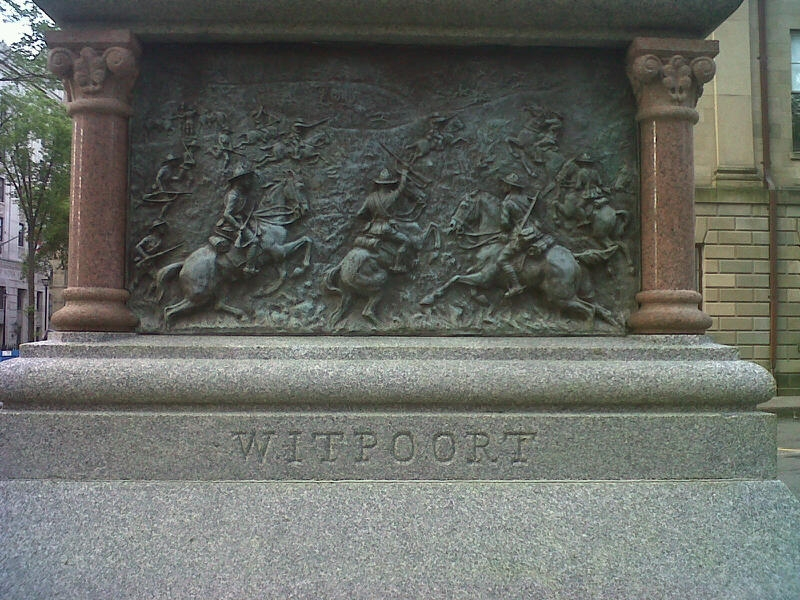
Bataille de Witport, Monument de la Guerre en Afrique du Sud, Halifax
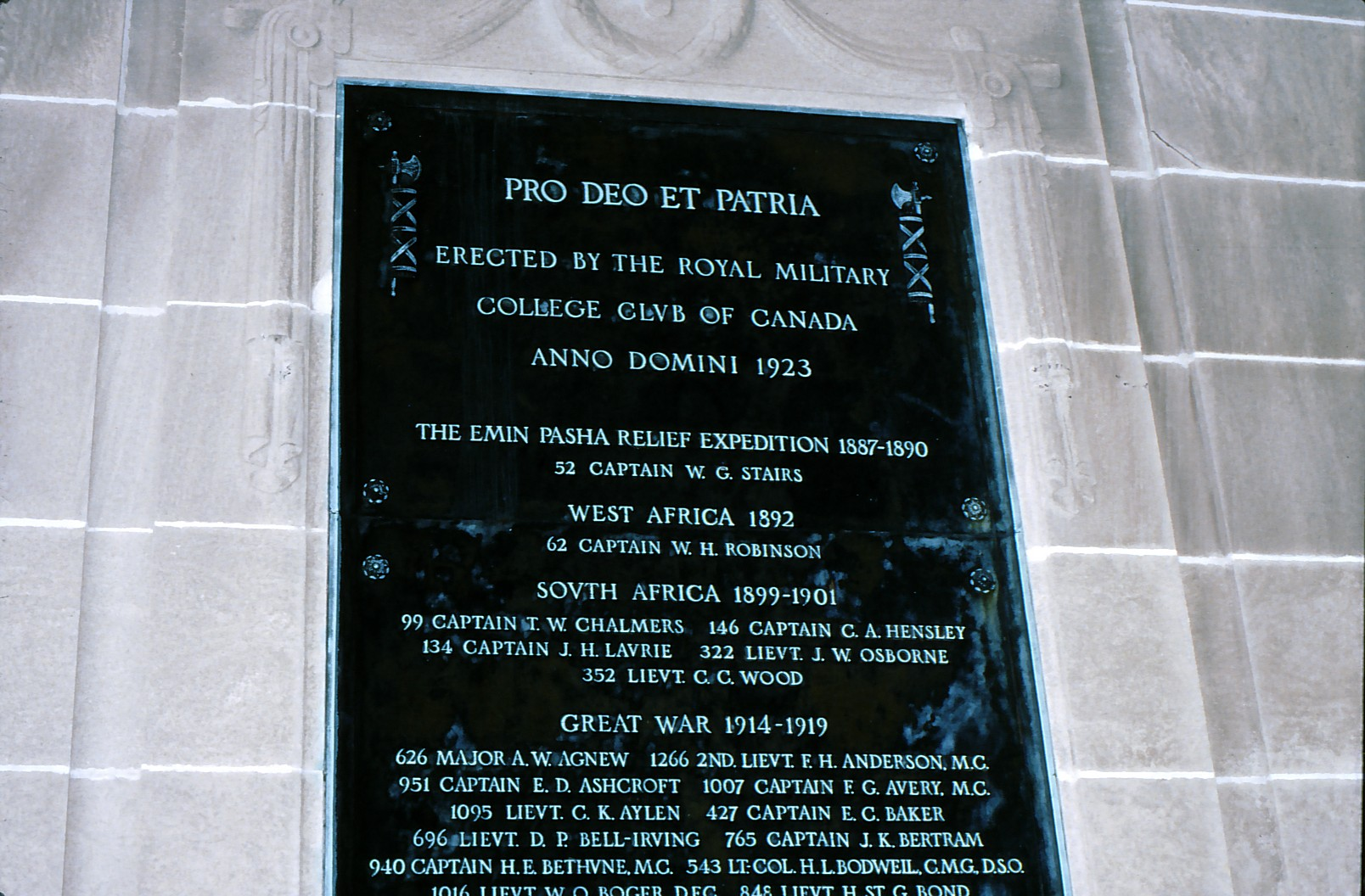
Plaque commémorative au Collège militaire royal du Canada de Kingston, Ontario